# Негреану, Даниэль
Даниэль Негреану (англ. Daniel Negreanu; род. 26 июля 1974, Торонто) — канадский профессиональный игрок в покер румынского происхождения.  обладатель семи браслетов World Series of Poker и двух титулов World Poker Tour. Единственный двухкратный обладатель звания WSOP Player of the Year (2004, 2013) и член Зала славы покера (2014). В 2014 году Global Poker Index признал Негреану «игроком десятилетия». Совокупные призовые в живых турнирах превышают $56,9 млн.

## Биография
Родители Даниэля переехали в Канаду в 1967 году из Румынии. Сам он научился играть в покер в 15 лет, а в 21 год переехал в Лас-Вегас.
В 1997 году он выиграл два первых крупных турнира в карьере, а в 1998 году завоевал первый браслет WSOP, став самым молодым его обладателем (этот рекорд был побит в 2004 году). Ещё три браслета он выиграл в 2003, 2004 и 2008 годах.
В декабре 2005 года Даниэль открыл свой онлайн-покер рум, а в 2006 году объявил соревнование, целью которого был выбор ученика, из которого он планировал воспитать игрока мирового класса. Дополнительно Даниэль обещал оплатить победителю участие в четырёх турнирах с бай-ином $10,000. Первым протеже Даниэля стал Александр Колесник. Второе такое соревнование Даниэль провел в 2007 году, его выиграл Энтони Марк.
В июне 2007 года он подписал контракт с сайтом PokerStars, после чего закрыл свой покер рум, оставив только сайт и форум.
Даниэль регулярно принимает участие в Большой игре в казино «Беладжо», а также в различных телевизионных турнирах.
Кроме того, он написал более ста статей для журнала «Card Player», комментирует турниры по покеру на телевидении, участвовал в переиздании «Суперсистемы» Дойла Брансона, ведет уроки в онлайн-школе покера и давал уроки покера знаменитостям, например Тоби Магуайру.
Сумма турнирных призовых Даниэля на конец 2010 года составляет более 13 млн долларов и это второй показатель после Фила Айви.
В начале 2011 года Даниэль занял второе место в турнире хайроллеров PCA, благодаря чему он возглавил рейтинг турнирных игроков, выиграв за свою покерную карьеру во всех турнирах $13.995.908.
15 апреля 2013 года Даниель выиграл главный турнир австралийского этапа (APAC) Мировой серии, завоевав таким образом свой 5-й браслет.
24 октября 2013 года выиграл свой шестой браслет, заняв первое место на турнире 2013 World Series of Poker Europe (WSOPE) High Roller No-Limit Hold’em
С 2019 года Негреану — амбассадор GGPoker.

## Фильмография
- 2007 — «Везунчик» — эпизод (игрок в покер)
- 2009 — «Люди Икс: Начало. Росомаха» — камео (игрок в покер)
- 2011 — «Наказание» — телеведущий

О Негреану снят биографический фильм «Kid Poker».

## Награды и признание
- WSOP Player of the Year: 2004, 2013 (единственный двукратный обладатель).[6]
- WPT Player of the Year: сезон 2004–2005.[7]
- Зал славы покера: класс 2014.[8]

## Личная жизнь
17 мая 2019 года Негреану женился на телеведущей Амандe Лизерман.